# Mathias Ginsbach
Mathias Ginsbach, né le 3 septembre 1854 à Paris et mort le 29 avril 1947 dans sa ville natale, est un ébéniste français d'origine prussienne.

## Biographie
Né le 3 septembre 1854 au domicile parental du no 5 de la rue de Charonne, dans le faubourg Saint-Antoine, Mathias Ginsbach est le fils de Madelaine Ginsbach, née Hild, et de Jean Ginsbach, ouvrier-menuisier puis ébéniste. Ses parents, mariés l'année précédente à Sierck, sont originaires de Sehndorf, un village de la Sarre proche de la frontière avec la France et le Luxembourg et appartenant alors à la Rhénanie prussienne. Mathias et son frère cadet Henri, né en 1856, seront admis à domicile en 1885 puis naturalisés français en 1889.
Élève de l'école communale de la rue Saint-Bernard, le jeune Mathias Ginsbach prend part avec plusieurs de ses camarades à l'exposition de l'Union centrale des beaux-arts appliqués à l'industrie en 1869.
En 1875, Mathias Ginsbach épouse Marie Wachter (1856-1939), dont le père est également fabricant de meubles.
En 1878, « Ginsbach fils » remporte une médaille d'argent à l'Exposition universelle.

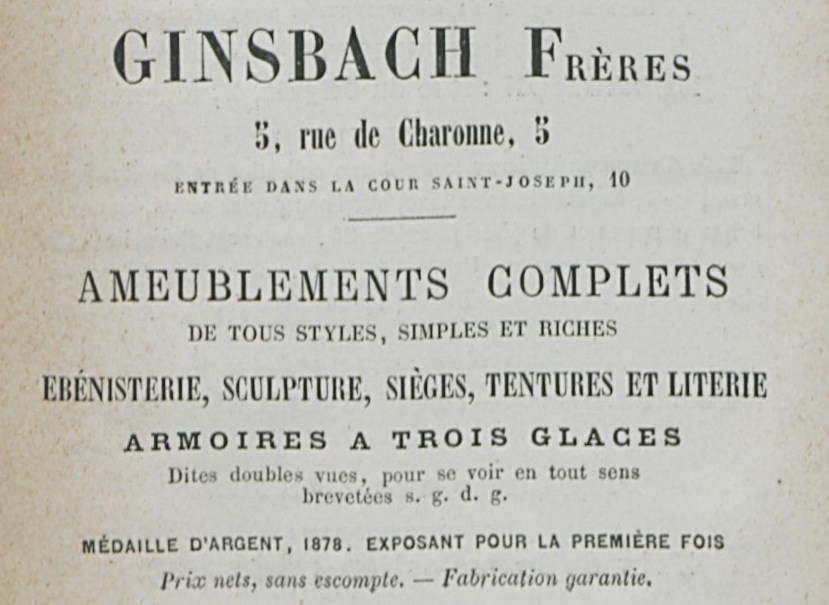
Publicité pour les établissements Ginsbach frères (1882).

En mars 1882, Mathias Ginsbach, toujours établi au 5 de la rue de Charonne (cour Saint-Joseph), s'associe à son frère Henri pour former la société en nom collectif « Ginsbach frères ». Elle sera dissoute le 30 juin 1898.
Mathias Ginsbach est surtout connu pour avoir réalisé deux meubles uniques dessinés par C. Olinger et incorporant des ornements figuratifs conçus par le sculpteur Auguste Rodin. Le premier est un meuble-vitrine néo-Renaissance en noyer massif (1878), dont les cariatides et le masque féminin ont été exécutées par Maximilien-Henri Hiolle. Il a été acquis en 2023 par le Musée d'art et d'industrie de Roubaix. Le second, appartenant aujourd'hui à une collection privée, est un lit en acajou moucheté massif avec des sculptures ornementales exécutées par Primo (figures d'enfants) et par Donzel (guirlandes et fleurs).

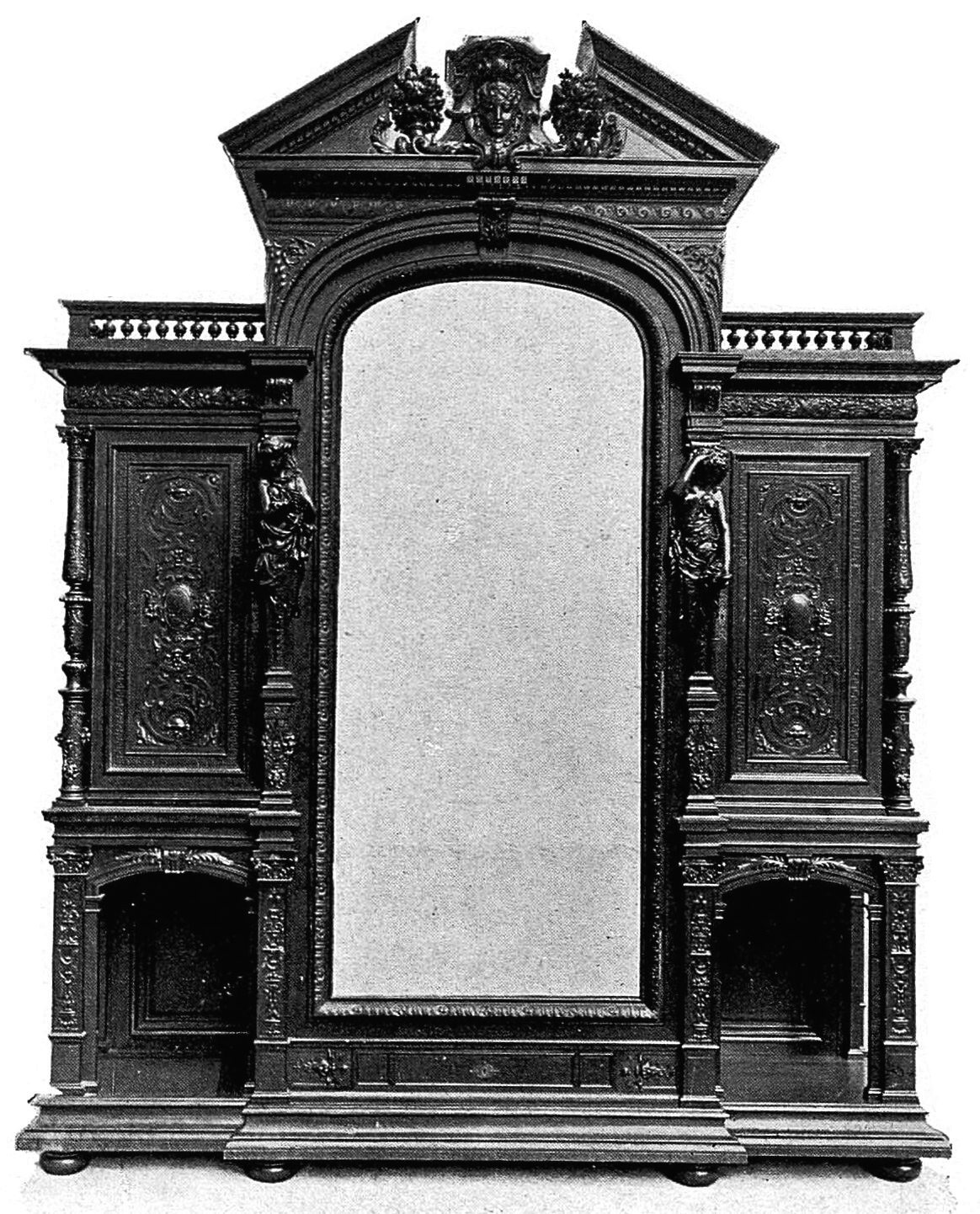
Meuble-vitrine (1878)
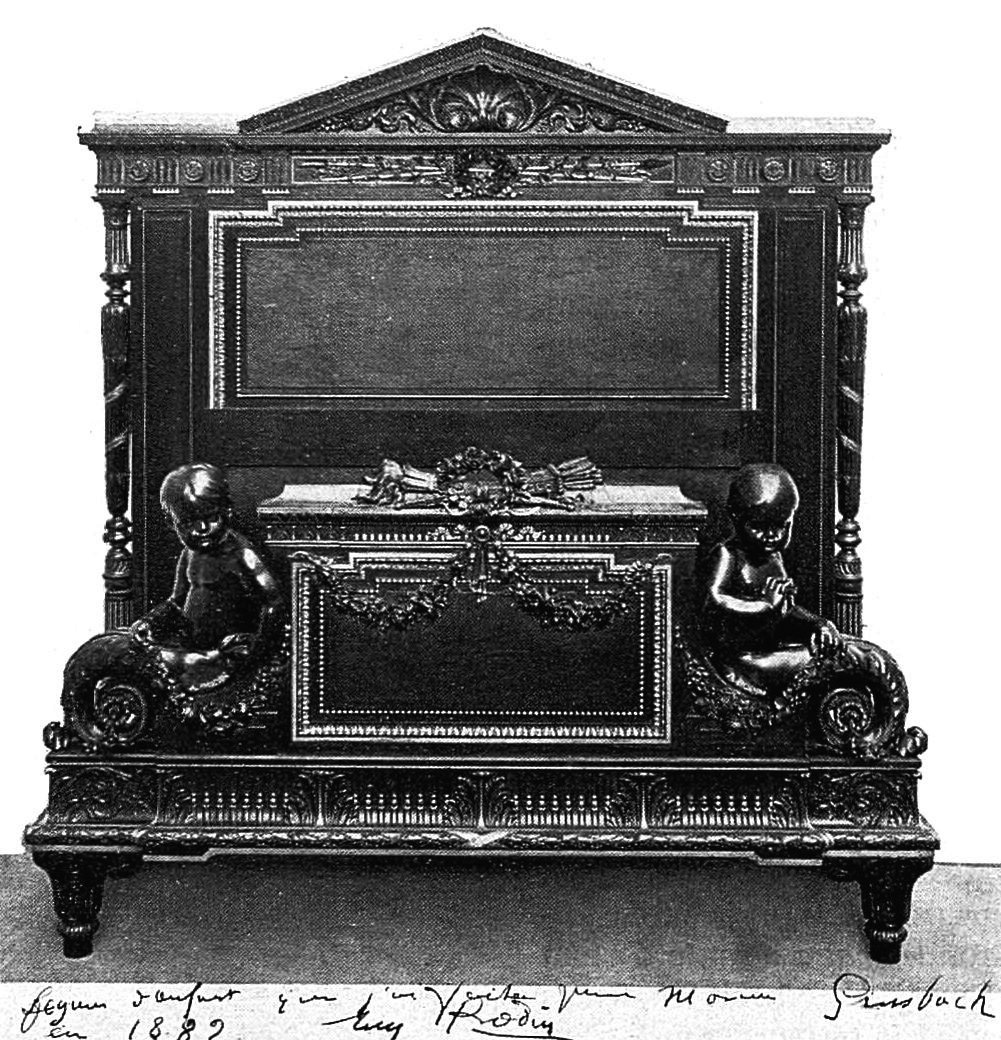
Lit (1882)

Âgé de 92 ans, Mathias Ginsbach meurt le 29 avril 1947 au no 33 de la rue de Cîteaux. Il est inhumé au cimetière du Père-Lachaise (74e division).